# Plundered Hearts
Plundered Hearts (englisch; auf Deutsch etwa Geplünderte Herzen) ist ein Computerspiel des US-amerikanischen Entwicklers und Publishers Infocom aus dem Jahre 1987. Das Textadventure wurde von Amy Briggs geschrieben, der einzigen Frau unter den Infocom-Autoren.

## Handlung
Der Spieler übernimmt die Rolle von Lady Dimsford, einer jungen Dame im London des ausgehenden 17. Jahrhunderts. Diese erhält einen Brief von Jean Lafond, Gouverneur der fiktiven Karibikinsel St. Sinistra. Lafond informiert sie, dass sich ihr Vater auf St. Sinistra befinde und schwer erkrankt sei, und es sei seinem Genesungsprozess förderlich, wenn seine Tochter bei ihm sei. Praktischerweise hat er ihr ein Schiff, die Lafond Deux, geschickt, das sie in die Karibik bringt. Noch vor der Ankunft in St. Sinistra wird die Lafond Deux von Piraten attackiert und Lady Dimsford von Piratenkapitän Nicholas „The Falcon“ Jamison entführt, der behauptet, im Auftrag ihres Vaters zu handeln sowie eine Rechnung mit Lafond offen zu haben, der seinen Bruder ermordet habe. Zunächst ist die Protagonistin noch hin- und hergerissen zwischen Lafond und Jamison, später stellt sich Lafond aber als Schurke heraus, der Lady Dimsfords Vater gefangen hält. Jamison macht sich auf, Lady Dimsfords Vater zu befreien, und überlässt den Spieler sich selbst. Ziel des Spiels ist es, die Pläne von Lafond zu durchkreuzen und so eine glückliche Zukunft an der Seite von Jamison zu ermöglichen, der im Laufe des Spiels vom Spieler mehrfach aus brenzligen Situationen gerettet werden muss.

## Spielprinzip und Technik
Plundered Hearts ist ein Textadventure, das heißt, es gibt keinerlei grafische Elemente. Umgebung und Geschehnisse werden als Bildschirmtext aus- und die Handlungen des Spielers ebenfalls als Text über die Tastatur eingegeben. Der Parser von Plundered Hearts umfasst ein Vokabular von 816 Wörtern; das Spiel umfasst insgesamt 57 Räume, was sich etwa im Rahmen des Umfangs der anderen Infocom-Spiele des Jahres 1987 bewegt (mit Ausnahme von Douglas Adams’ Bureaucracy und Brian Moriartys Beyond Zork, die einen etwa doppelt so großen Umfang hatten). Plundered Hearts beinhaltet eine größere Anzahl von Situationen, in denen der Spieler durch ungeschicktes Handeln zu Tode kommt oder vergewaltigt wird, was das Spiel beendet. Ein derartiges Design war für zeitgenössische Spiele üblich, wurde für Textadventures späterer Generationen (Interactive Fiction) aber als schlecht verurteilt.

## Produktionsnotizen
Autorin Amy Briggs fand in den frühen 1980er-Jahren während ihres Anglistikstudiums am Macalester College in ihrem Heimatbundesstaat Minnesota zum Genre Textadventure. Durch das Spielen von Zork wurde sie zu einem Fan der Spiele von Infocom. Nach dem Studium zog sie 1985 nach Boston, um dort Arbeit zu suchen, und stieß per Zufall auf ein Stelleninserat von Infocom, die im nahegelegenen Cambridge jemanden für das Qualitätsmanagement ihrer Spiele suchten und Briggs einstellten. Steve Meretzky brachte ihr das Programmieren in ZIL, der von Infocom entwickelten Programmiersprache für die Spiele der Firma, bei. Nachdem Infocom 1985 von Activision aufgekauft worden war, forderte der neue Eigentümer eine deutliche Erhöhung der Anzahl pro Jahr fertiggestellter Spiele. Für deren Realisierung waren zusätzliche Autoren vonnöten. Von Meretzky ermutigt bewarb sich Briggs und bekam das Mandat, innerhalb von neun Monaten ein eigenes Spiel zu schreiben und zu programmieren.
Als Briggs ihre Konzept von einem Textadventure nach Art eines Liebesromans vorstellte, zeigte sich das Infocom-Management aufgeschlossen, da man das Potenzial sah, damit neue Käuferschichten zu erschließen. Meretzky schlug ihr vor, sich ein einfacheres Konzept zu überlegen, da er die für eine Romanze notwendige Interaktion zwischen Spieler und NPCs als für eine Neuautorin technisch zu komplex ansah. Briggs bestand aber darauf, ihr Konzept umzusetzen. Stilistisch entschied sie sich für eine Mischung aus einer Liebesgeschichte in Jane Austens Regency style und einem schwülstigen Liebesdrama im Stile eines Bodice Rippers. Sexszenen sparte sie dabei mit Hinblick auf jüngere Käufergruppen aus. Bereits der Arbeitstitel des Spiels war Plundered Hearts. Als Setting wählte sie die Karibik im Goldenen Zeitalter der Piraterie, wobei sie exakte Zeitangaben vermied. Eine historisch akkurate Darstellung der Lebensumstände dieser Zeit war ihr kein Anliegen, vielmehr wollte sie die Entwicklung eines klischeebedingt passiven Charakters hin zu einer Heldin humorvoll aufzeigen.

“Plundered Hearts is about as historically accurate as an Errol Flynn movie.”

Briggs benötigte etwa sechs Monate für die Rohfassung des Spiels. Weitere drei Monate verbrachte sie mit der Technik geschuldeten Anpassungen: Da die zugrundeliegende Spiel-Engine Z-machine nur 128 KB Daten verarbeiten kann, was neben Variablen auch alle Texte eines Spiels umfasst, musste Briggs ihr Spiel soweit zusammenkürzen, dass es innerhalb dieser Grenze blieb. Eine Konsequenz dieser Einschränkung ist, dass sich die Spielwelt auf handlungsrelevante Orte beschränkt.
Als Beilagen („Feelies“) enthielt Plundered Hearts einen Beutel in Samtoptik, in dem sich eine 50-Guineen-Banknote des fiktiven Staates St. Sinistra sowie der Brief von Jean Lafond an die Protagonistin befanden. Diese Beilagen, die trotz ihrer Natur auf eine präzise Datierung verzichten, werden im Spiel referenziert und stellen mithin einen Kopierschutz dar.
Für Infocom war Plundered Hearts das einzige Spiel im Romantik-Segment und das einzige Spiel mit einer weiblichen Protagonistin. Für Briggs selbst war Plundered Hearts das erste und einzige veröffentlichte Spiel, das sie selbst verantwortete. Nach Veröffentlichung des Spiels entwickelte sie noch ein Konzept für ein Vampir-Adventure auf Basis von Werken der damals am Beginn ihrer Karriere stehenden Anne Rice, das aber vom Infocom-Management abgelehnt wurde. Eine Zeitlang arbeitete sie an Milliways, dem geplanten aber nie vollendeten Nachfolger des auf dem Werk von Douglas Adams beruhenden The Hitchhiker’s Guide to the Galaxy. Das Management wollte sie zu einer Zusammenarbeit mit dem ihr persönlich bekannten Schriftsteller Garrison Keillor bewegen, was Briggs aber ablehnte, bei Infocom kündigte und dem Spielebusiness den Rücken kehrte.
Briggs war Babysitterin des zwei Jahre jüngeren Ron Gilbert, und Plundered Hearts war 1990 eine der Inspirationsquellen für dessen Adventure The Secret of Monkey Island.

## Rezeption
Das US-Magazin Compute! verglich Thema und Stil des Spiels mit dem Werk der Schriftstellerin Rosemary Rogers, die für ihre billigen Liebesromane im Bodice-Ripper-Stil bekannt war. Das Magazin wertete, Amy Briggs habe ihren Plot mit „Liebe, Leidenschaft, gefährlichen Situationen, Leidenschaft, Intrigen, Leidenschaft, Abenteuern und noch mehr Leidenschaft“ angefüllt, „exzellente Prosa“ geschrieben und das „exotische Flair“ seines Settings gut eingefangen. Redakteur James Trunzo empfand es als „merkwürdig“, sich als Mann in einen Spielcharakter hineinzuversetzen, der sich nach einem anderen Mann verzehrt. Die Computer Gaming World kritisierte, dass Plundered Hearts an vielen Stellen unrealistisch und voller Logiklücken sei, aber „nicht so schlecht wie (aufgrund der Thematik) erwartet“. Auch die Rätsel des Spiels wurden gelobt. Für das US-Magazin ST Log äußerte Redakteurin Betty DeMunn ihre Begeisterung darüber, endlich in einem Computerspiel die Rolle einer weiblichen Protagonistin übernehmen zu können. Briggs’ Schreibstil sei brillant und amüsant. DeMunn kritisierte die Ansammlung von Klischees, die sich in den Handlungsabläufen und den Rätseln, vor allem aber in der Hilflosigkeit und Passivität der Protagonistin äußere.
In einem Interview im Infocom-Kundenmagazin The Status Line merkte Autorin Amy Briggs an, dass sie mit Plundered Hearts weder einen feministischen noch den paternalistischen Ansatz von Liebesromanen im Sinn hatte, vielmehr schlössen sich Feminismus und Romantik nicht gegenseitig aus.

“Feminism does not rule out romance, and romance does not necessarily have to make women weak in the cliche sense of romance novels.”

Plundered Hearts verkaufte etwa 15.500 Einheiten und war damit für Infocom ein kommerzieller Fehlschlag.
In einer Retrospektive merkte der Ludohistoriker Jimmy Maher 2015 an, dass die Atmosphäre des Spiels recht dick aufgetragen sei und Plundered Hearts deshalb einen Grat zwischen Genrehommage und Parodie entlangwandere. Für Infocom sei dieser Stil nichts ungewöhnliches, die zuvor veröffentlichten Spiele der Genres Fantasy und Science-Fiction wären ebenfalls von Liebe zum Genre und sarkastischen Übertreibungen gekennzeichnet. Im Gegensatz zu Infocoms Backlist sei Plundered Hearts aber völlig frei von selbstreferenziellen Anspielungen auf frühere Spiele, was nach den sich ständig selbst zitierenden Zork-Spielen einen erfrischenden „neuen Wind“ darstelle. Maher analysierte, dass von allen bis dato erschienenen Infocom-Spielen Plundered Hearts am ehesten dem Credo einer interaktiven Story (interactive fiction) nahekäme, da Autorin Briggs statt einer durch eine Rahmenhandlung verbundene Rätsel einen durchgehenden Plot präsentiere, der seinen Fokus auf abwechslungsreiches Geschehen und Charakterentwicklung läge.